# Serica arborea
Serica arborea är en skalbaggsart som beskrevs av Ahrens 1999. Serica arborea ingår i släktet Serica och familjen Melolonthidae. Inga underarter finns listade i Catalogue of Life.